# أينو تاوب
أينو تاوب (بالسويدية: Aino Taube) هي ممثلة سويدية، ولدت في 11 يوليو 1912 في الدنمارك، وتوفيت في 3 يونيو 1990 بستوكهولم في السويد. من الجوائز التي نالتها جائزة أوجين أونيل ‏.

## جوائز
- جائزة أوجين أونيل [الإنجليزية]‏

## وصلات خارجية
- أينو تاوب على موقع IMDb (الإنجليزية)
- أينو تاوب على موقع ألو سيني (الفرنسية)
- أينو تاوب على موقع ميوزك برينز (الإنجليزية)
- أينو تاوب على موقع أول موفي (الإنجليزية)
- أينو تاوب على موقع قاعدة بيانات الأفلام السويدية (السويدية)
- أينو تاوب على موقع قاعدة بيانات الفيلم (الإنجليزية)
- أينو تاوب على موقع كينوبويسك (الروسية)